# Gespräche des Konfuzius
Die Gespräche oder Analekten des Konfuzius (chinesisch 論語 / 论语, Pinyin lún yǔ), wörtlich etwa: Diskussionen-Worte, sinngemäß: Gesammelte Aussprüche, ist einer der dreizehn Klassiker der kanonischen konfuzianischen chinesischen Literatur. Sie gehören auch zu den Vier Büchern.

## Name
Der Name chinesisch 論語 / 论语, Pinyin lún yǔ besteht aus den beiden Schriftzeichen 論 / 论,  lún, was so viel heißt wie „beurteilen, diskutieren, Abhandlung“, und 語 / 语,  yǔ, „Gesagtes, Worte, Sprache“. Zusammen bedeutet der Name also so viel wie „diskutierte Aussagen“ oder auch „gesammelte Aussprüche“. Deutsche Übersetzungen geben dies häufig als „Gespräche“, „Analekten“ oder unübersetzt „Lunyü“ / „Lun Yu“ wieder.

## Inhalt
Wie der Titel nahelegt, handelt es sich bei dem Werk um diskutierte bzw. gesammelte Aussagen, die von Konfuzius und seinen Schülern stammen oder denen zugeschrieben werden. Häufig handelt es sich um einzelne Sprüche, die mit dem Namen der Person und dem Verb 曰,  yuē, „sagen, sprechen“, eingeleitet werden. Konfuzius wird im Text stets verkürzt als 子,  zǐ aufgeführt, was hier übertragen (philosophischer, weiser) „Meister“ heißt. Hin und wieder gibt es neben den diversen, aus einem anzunehmenden (Schul-)Kontext gelösten Aussprüchen des „Meisters“ auch Gespräche zwischen mehreren Personen, die aber stets sehr kurz gehalten sind. Unterteilt ist das Werk in seiner tradierten Überlieferung in 20 Bücher (Kapitel). Zwar kann man den Büchern grobe Themen zuweisen, einen unmittelbaren Zusammenhang haben die einzelnen aufeinanderfolgenden Sprüche aber nicht. Auffallend ist, dass sich manche Äußerungen (wie etwa I.3 und XVII.17) wiederholen.
Die Analekten vermitteln zum einen die wichtigsten Werte und Ideen des Konfuzianismus, zum anderen dienen sie als wichtige Quelle für Konfuzius selbst, denn aus den Sprüchen lassen sich einige biografische Angaben schließen. Berühmt in diesem Zusammenhang ist die in den Analekten dargestellte „Kurzbiografie“, wobei man die Altersangaben mehr symbolisch als wortwörtlich interpretieren sollte:

„Mit fünfzehn Jahren richtete ich mich aufs Lernen hin, mit dreißig stand ich auf festem Grunde, mit vierzig war ich frei von Zweifeln, mit fünfzig verstand ich das Mandat des Himmels, mit sechzig wurde mein Gehör fein, mit siebzig konnte ich den Wünschen meines Herzens folgen, ohne das Maß zu überschreiten.“

Die ersten Übertragungen in westliche Sprachen (Latein) erfolgten im 16. Jahrhundert durch christliche Missionare. Der Druck des Jesuiten Philippe Couplet (1687) war ebenfalls in lateinischer Sprache verfasst und beruhte u. a. weitgehend auf einer Vorarbeit des Italieners Prospero Intorcetta (Yin Douze, 殷鐸澤; 1625–1696); das Werk enthielt Zhu Xis Fassungen von Das Große Lernen, Mitte und Maß und den Gesprächen des Konfuzius. Durch François Noël wurden dann 1711 die gesamten Vier Bücher, wiederum in Latein (mit dem Lun Yu als „sententiarum liber“), veröffentlicht. Während man die religiösen Formen des Buddhismus und Daoismus in China damals als „Götzendienerei“ betrachtete, sah man bei Konfuzius zwar ein „himmlisches“ (eigentlich eher abstraktes) Ideal, welches aber auf Moral, Vernunft und eine familiär wie auch staatlich harmonische Gemeinschaft ausgerichtet war; im 19. Jh. kam erneut eine Diskussion über den religiösen Charakter (zōngjiào, 宗教) auf. Bis hin zu Richard Wilhelm fanden sich dementsprechend auch christliche Terminologien in den Übersetzungen. Bereits Missionare wie Matteo Ricci hatten für ihre Arbeit einige wichtige, auffällige Parallelen zur Goldenen Regel im Matthäus-Evangelium 7.12 gesehen, so z. B. in Passagen wie Kapitel XV.23 (bzw. XV.24):

„Dse-gung fragte: Gibt es ein Wort, das für das ganze Leben als Richtschnur dienen könnte?

Der Meister sprach: Wie wäre es mit gegenseitigem Verstehen [恕,  shù]? Was dir selbst unerwünscht ist, füge auch keinem anderen zu.“

Thierry Meynard (2015), selber Jesuit, stellte zur Interpretation des Werkes eine zentrale Frage: „Whose Lunyu? The Lunyu of Confucius, of the Neo-Confucians, or of the Jesuits?“ Im allgemein erweiterten weltanschaulichen Sinn, im sozialen und religiösen, philosophischen und wissenschaftlichen Bereich, trifft diese Frage bis heute ein Kernproblem.
Wesentlich waren für Konfuzius die Beschreibung eines Idealmenschen bzw. „edlen Menschen“ (君子, jūn zǐ) und demgemäße Anleitungen zur persönlichen Charakterentwicklung. Während er sich davor hütete, über Zauberkräfte, Geister, Wunder (VII.20/21) zu sprechen oder über das Wesen des Todes (XI.11/12) zu spekulieren, wird als die höchste Autorität der sittlichen und natürlichen Ordnung der „Himmel“ (天, tian) genannt (XII.4/5), ein Begriff, der als „himmlische Ordnung“ im Kontext zum Dao und De zu verstehen ist. Über die menschliche Realität gab sich Konfuzius allerdings kaum Illusionen hin: Nie habe ich einen gesehen, der der Tugend [德, dé] mehr ergeben war als der Sinnlichkeit. (IX.17, Übers. E. Schwarz)
Das Lun Yu wurde zum zentralen Werk des Konfuzianismus, welcher kurz zusammengefasst auf vier Grundlagen aufbaut:
- Humanität (仁, rén)
- Rechtschaffenheit (義, yì)
- Kindespietät (孝, xiào)
- Riten (Sitten) (禮, lǐ)

Als Ausgangspunkt des „edlen Menschen“ wird „kindliche Rücksicht, Ehrerbietung“ (孝, xiào) genannt, die aus der „Menschlichkeit“ (仁, rén) wächst: Kindliche und brüderliche Hingabe, sie sind doch die Wurzel eines jeden guten Umgangs mit Menschen. (I.2, Übers. H. van Ess). Die „kindlichen Pietät“ besteht im Befolgen höflicher Regeln, im Sinne des Anstandes die Durchführung der zugehörigen „Sitten, Riten“ (禮, lǐ) (II.5; XII.1). Gebote für einen „edlen Menschen“, der in seiner Jugend sinnliche Vergnügungen („Liebeslust“), als Erwachsener Streitsucht und im Alter Geiz und Gier zu vermeiden hat (XVI.7), sind „Vorurteilslosigkeit, Gerechtigkeit, Rechtschaffenheit“ (義, yì) (IV.10) sowie „Aufrichtigkeit“ (信, xìn) (I.4; XV.17/18). Wichtig sind Tugenden wie Ehrfurcht (Höflichkeit), Großzügigkeit, Wahrhaftigkeit (Verlässlichkeit), Eifer (Beflissenheit) und Güte (Milde) (XVII.5/6). Der edle Mensch ist wohltätig, ohne verschwenderisch zu sein; er hält das Volk zur Arbeit an, ohne daß es darüber klagte; er tut, was er wünscht, ohne Begehrlichkeit; er bewahrt überlegene Ruhe, doch ohne Überheblichkeit; er flößt Ehrfurcht ein, doch ohne Gewalt zu gebrauchen. (XX.2, Übers. E. Schwarz).
Das kontinuierliche Anstreben und Kultivieren des rén in allen Lebenslagen war für Konfuzius von zentralem Wert:

„Der Meister sagt: Ehre und Reichtum ist das, was die Menschen am meisten erstreben, und doch ist es besser, darauf zu verzichten, als vom Dào  abzuweichen. Missachtung und Armut ist das, was die Menschen am meisten verabscheuen, und doch ist es besser, sie in Kauf zu nehmen, als vom Dào abzuweichen. Ein Edler, der das rén aufgibt, ist dieses Namens nicht mehr wert. Der Edle entfernt sich vom rén nicht einmal für die Dauer einer Mahlzeit, auch wenn er von den Ereignissen bedrängt und hin und her geworfen wird.“

Zum Streben nach Weisheit (智, zhì) gehört, seine eigene Person zurückzusetzen, also Bescheidenheit zu wahren, desgleichen kunstvolle Reden und einschmeichelnde Umgangsformen zu vermeiden, die einen falschen Eindruck vom eigenen Charakter erwecken würden: Feingedrechselte Worte und wohlgefälliges Gebahren sind selten Zeichen wahrer Menschlichkeit. (I.3, Übers. E. Schwarz). Ein Mann mit rén, der sich etablieren will, hilft anderen, sich zu etablieren; wenn er selbst Erfolg haben will, verhilft er anderen zum Erfolg (VI.28), mit achtungs- und verständnisvoller Fürsorge. Und er hat ggf. diesem Ziel alles unterzuordnen: Ein entschlossener Anhänger des Dào opfert das rén nicht um seines Lebens willen, sondern opfert sein Leben nötigenfalls um des rén willen. (XV. 8, Übers. A. Cheng)
Das Verständnis von lǐ sollte alles beeinflussen, was man sagt und tut (XII.1), das Befolgen des lǐ bedeute nicht, die eigenen Wünsche zu unterdrücken, sondern zu lernen, sie mit den Bedürfnissen der Familie und der weiteren Gemeinschaft in Einklang zu bringen. Konfuzius argumentierte, die Forderungen von rén und lǐ bedeuten, dass die Herrscher ihre Untertanen nur auf eigene Gefahr unterdrücken könnten: Einem Heer von drei Armeen kann man seinen Führer nehmen; dem geringsten Mann aus dem Volke kann man nicht seinen Willen nehmen. (IX.25/26, Übers. R. Wilhelm). Als Beispiel für eine edle Person wird der mythische Kaiser Yao genannt (VIII.19), für sich selbst beanspruchte Konfuzius diesen Begriff nicht.
Das Gegenteil ist der „kleine Mann“ (小人, xiăo rén) (II.14; IV.11, 16; XII.16; XIV.23/24), der von Parteilichkeit und Eigennutz besessen ist: Der edle Mensch hat die Tugend im Sinn, der Niedriggesinnte Besitz; der edle Mensch hat die Satzungen im Sinn, der Niedriggesinnte Vergünstigungen. (IV.11, Übers. E. Schwarz). Denn: Der Edle ist bewandert in der Pflicht, der Gemeine ist bewandert im Gewinn. (IV.16, Übers. R. Wilhelm).
Wie unterschiedlich der Gestus des Werkes dennoch aufgefasst werden kann, bei jeweiliger Kenntnis des sozialgeschichtlichen Hintergrundes, zeigen zwei fast gleichzeitig entstandene Übersetzungen von Kapitel XIV.6 (bzw. 7):
- Konfuzius sprach: „Daß einer der Regierenden [君子, jūn zǐ] sich nicht richtig verhält – das kommt vor. Einen Gemeinen [小人, xiăo rén] aber, der sich richtig zu verhalten weiß, gibt es nicht.“ – Ralf Moritz (1982)
- Der Meister sprach: Edle Männer, denen es an Güte mangelt, gibt es wohl. Niedriggesinnte, die an Güte reich sind, gab es nie. – Ernst Schwarz (1985)

Während Moritz in der Einleitung seiner Konfuzius-Ausgabe diesen eindrücklich als einen Ideologen der Herrschenden charakterisiert, hier (in marxistischer Tradition) die sozialen Klassenunterschiede analysiert und letztlich ihre Unüberwindbarkeit betont, zielt Schwarz eindeutig auf die zeitlos notwendige Moral, Tugend und Bescheidenheit der Staatsdiener und -führer ab, also auf soziale Kompetenz, wie dies auch Anne Cheng und Hans van Ess für wesentlich halten. Die Auswirkungen der Lesarten konnten gravierend sein, wie die leninistische und speziell die maoistische Politik anhand von Verfemung und Verfolgungen im 20. Jahrhundert (zu Lebzeiten dieser Übersetzer) zeigte.

## Autorenschaft
Wer oder wie viele das Werk geschrieben haben, ist umstritten. Der Tradition nach wurden einzelne Gespräche von Konfuzius’ Schülern aufgezeichnet und nach dem Tod des Meisters 479 v. Chr. innerhalb von ca. 30–50 Jahren gesammelt. Deshalb seien die Zitate authentisch.
Neuere Studien datieren die Texte in die späte Zeit der Streitenden Reiche (475–221 v. Chr.), die überlieferten Textfassungen aber sogar in die Westliche Hàn-Zeit (207 v. Chr. bis 9 n. Chr.). Für die Epoche der Han-Dynastie werden (mindestens) drei Versionen des Lun Yu angenommen: Die zwei bereits zur Neutextschule (in modernerer Schrift, jīnwén) gehörenden Fassungen aus den Staaten Lu (魯論語 / 鲁论语, Lulun) und Qi (齊論語 / 齐论语, Qilun) und eine in alter Schrift (gǔwén jīng) überlieferte. Durch Zhang Yu (張禹, gest. 5 n. Chr.) kam es zu einer damals maßgeblichen Edition, die weitgehend auf dem Lulun (mit Ergänzungen aus dem Quilun) beruhte, nämlich dem Zhang hou lun (張候論). Keine dieser Versionen ist vollständig im Original erhalten. Die heutige historische Grundlage bildet stattdessen das Lunyu jijie (論語集解) von He Yan aus dem 3. Jahrhundert.
Aufgrund dieses hohen zeitlichen Abstandes und der anzunehmenden Redaktion über mehrere hundert Jahre hinweg gibt es deshalb auch Zweifel an der Authentizität einiger Aussagen. Stilistische Unterschiede gaben in der Vergangenheit Anlass für mehrere Versuche, die Bücher nach ihrer Entstehungszeit zu sortieren, wobei es diesbezüglich jedoch noch keinen Konsens gibt.
Da es im Chinesischen ursprünglich keine Satzzeichen gab, ist bei einigen Sprüchen unklar, ob es sich um wortwörtliche Zitate oder lediglich um eine Paraphrasierung eines Herausgebers handelt. Roger T. Ames schreibt dazu, man könne bei der Phrase 子曰,  zǐ yuē, „Der Meister spricht“, nicht unterscheiden, ob daraufhin eine wörtliche Rede oder eine indirekte Rede folge.

## Einfluss auf die chinesische Kultur
Konfuzius hat einen beispiellosen Einfluss auf die chinesische Kultur und Entwicklung ausgeübt, was bis heute in großen Teilen Ostasiens vielfältig fortwirkt.
Bei allem Idealismus war er auch ein Realist und Praktiker, bemerkte früh, dass seine Lehren zu seiner Zeit nicht anerkannt würden und verließ sich deshalb auf die Ausbildung seiner Schüler. Aus diesem Grund existiert auch kein einziges von Konfuzius selbst verfasstes Werk. Konfuzius’ Lehre hat erst nach seinem Tod an Bedeutung gewonnen.
In der Song-Dynastie wurde das Lun Yu mit dem Werk des Mengzi, dem Buch Mitte und Maß sowie dem Großen Lernen zum klassischen Kanon der Vier Bücher zusammengefasst. Diese auswendig zu kennen, war für mehr als anderthalb Jahrtausende eine zwingende Voraussetzung für die chinesische Beamtenprüfung und damit für eine mit klassischer chinesischer Bildung verbundene Karriere im Staatsapparat. Das Ansehen der Gespräche zeigt sich auch in der Vielzahl seiner Kommentatoren, zu denen u. a. Kang Youwei und Zhang Taiyan gehören.
Gravierende Einschnitte in der Rezeption gab es unter dem Kriegsherrn und Diktator Qin Shihuangdi, der zum Reichsbegründer und Namensgeber Chinas wurde. Ab 213 v. Chr. ließ dieser systematisch die konfuzianischen Bücher verbrennen und die Gelehrten bei lebendigem Leibe begraben oder sie, als anzunehmende Opposition, konzentriert in todesträchtige Arbeitslager verbannen, z. B. zum Bau seiner Hauptstadt Xianyang, eines reichsweiten Straßennetzes oder der Großen Mauer. Eine zweite Zäsur fand unter Mao Zedong statt, der z. B. auf der 2. Sitzung des VIII. Parteitages der KP Chinas (1958) Qin Shihuangdi rühmte, denn der sei ein Experte darin gewesen, das Moderne zu respektieren und das Alte herabzusetzen. Mao fuhr fort, dieser hätte nur 460 Gelehrte lebendig begraben, während es bei ihnen jetzt schon 46 000 vernichtete konterrevolutionäre Intellektuelle seien, womit sie den Ersten Kaiser also um das 100-fache übertreffen würden. Im Zuge der folgenden autoritären Politik, etwa des Großen Sprunges nach vorn und der Kulturrevolution, starben Millionen Menschen. Während konfuzianische Bücher verboten waren, wurde 1972 die Qin Shi Huang-Biographie (秦始皇) des Schriftstellers Hong Shidi (洪世涤) zur Pflichtlektüre erklärt. Mit der Kampagne „Kritisiert Lin Biao, kritisiert Konfuzius“ versuchte man schließlich sogar den Premierminister Zhou Enlai zu diskreditieren und entmachten. Erst mit der Reform- und Öffnungspolitik seit dem Ende der 1970er Jahre begann in der VR China ein allmähliches Umdenken, so dass auch Konfuzius-Zitate wieder zugelassen und zunehmend beliebter wurden. Die China-Expertin Anne Cheng vom Collège de France weist jedoch darauf hin, dass der chinesische Philosoph zwar auch im Internetzeitalter für seine Weisheiten beliebt ist, doch viele davon falsch, aus dem Zusammenhang gerissen oder politisch instrumentalisiert sind. Besonders bemerkenswert sei, dass „die gleichen Leute, die heute Konfuzius propagieren, ihn in ihrer Jugend in den 60er- und 70er-Jahren verdammt haben. Diese Staatsmänner waren damals bei den Roten Garden, die alles Traditionelle und vor allem den Konfuzianismus zerstören wollten. Heute stellen sie Konfuzius-Statuen auf“.

## Bedeutung in Deutschland
Auch in Deutschland fanden insbesondere die durch Richard Wilhelm übersetzten und von Eugen Diederichs veröffentlichten Texte Anklang. Dies hing mit einer aufkeimenden Faszination an asiatischen „Weisheitswerken“ im 19. Jahrhundert zusammen. Die Rezeption war jedoch hinsichtlich der Werke von Konfuzius eine andere als beispielsweise bei dem Laozi zugeschriebenen Daodejing.
Für Gelehrte wie Gottfried Wilhelm Leibniz und andere Autoren der Aufklärung war die Moralphilosophie von Konfuzius wichtig gewesen, denn deren Ansatz entsprach dem Rationalismus und dem Humanismus dieser Epoche, bei Unabhängigkeit vom dogmatischen Einfluss der Kirche.
Georg Wilhelm Friedrich Hegel schätzte das Lun Yu nicht: „[…] es ist populare Moral darin; diese finden wir allenthalben, in jedem Volke, und besser, es ist nichts Ausgezeichnetes. Konfucius ist praktischer Weltweise, spekulative Philosophie findet sich durchaus nicht bei ihm, – nur gute, moralische Lehren, worin wir aber nichts Besonderes gewinnen können. Cicero de officiis, ein moralisches Predigtbuch, giebt uns mehr und Besseres, als alle Bücher des Konfutsee. Aus seinen Original-Werken kann man das Urtheil fällen, daß es für den Ruhm des Konfutsee besser gewesen wäre, wenn sie nicht übersetzt worden wären.*)“ Und auch Arthur Schopenhauer urteilte: „Zweitens finden wir die Weisheit des Konfuzius, der besonders die Gelehrten und Staatsmänner zugethan sind: nach den Uebersetzungen zu urtheilen, eine breite, gemeinplätzige und überwiegend politische Moralphilosophie, ohne Metaphysik sie zu stützen, und die etwas ganz specifisch Fades und Langweiliges an sich hat.“
Hans van Ess (2008) betont dagegen: „Diese Unabhängigkeit von allen äußeren Gesichtspunkten wie Lohn und Strafe, die ruhige Klarheit, die sich von allem Abergläubischen und Verzerrten besonders zurückhält, diese Energie des Forschens, die unermüdlich einzudringen sucht in die Wahrheiten des Lebens, diese abgerundete Einheit, die konsequent der inneren Gesinnung in allen Äußerungen den rechten Ausdruck zu geben sucht, – das alles sind Momente, die ihn über seine Zeit wie überhaupt jedes zeitlich beschränkte Niveau emporheben und seinem Beispiel Kraft verleihen.“
Mit der Aufnahme intensiver, nicht zuletzt auch wirtschaftlicher Beziehungen zur VR China wurde im 21. Jahrhundert die Kenntnis konfuzianischer Regeln und Zitate im Umgang mit chinesischen Partnern immer wichtiger.
Angesichts der bis heute andauernden großen Bedeutung des Werkes vor allem in Ostasien, ist die Anzahl vollständiger Übersetzungen durch deutsche Sinologen bis in die Gegenwart allerdings sehr gering geblieben.